# Ishida Mitoku

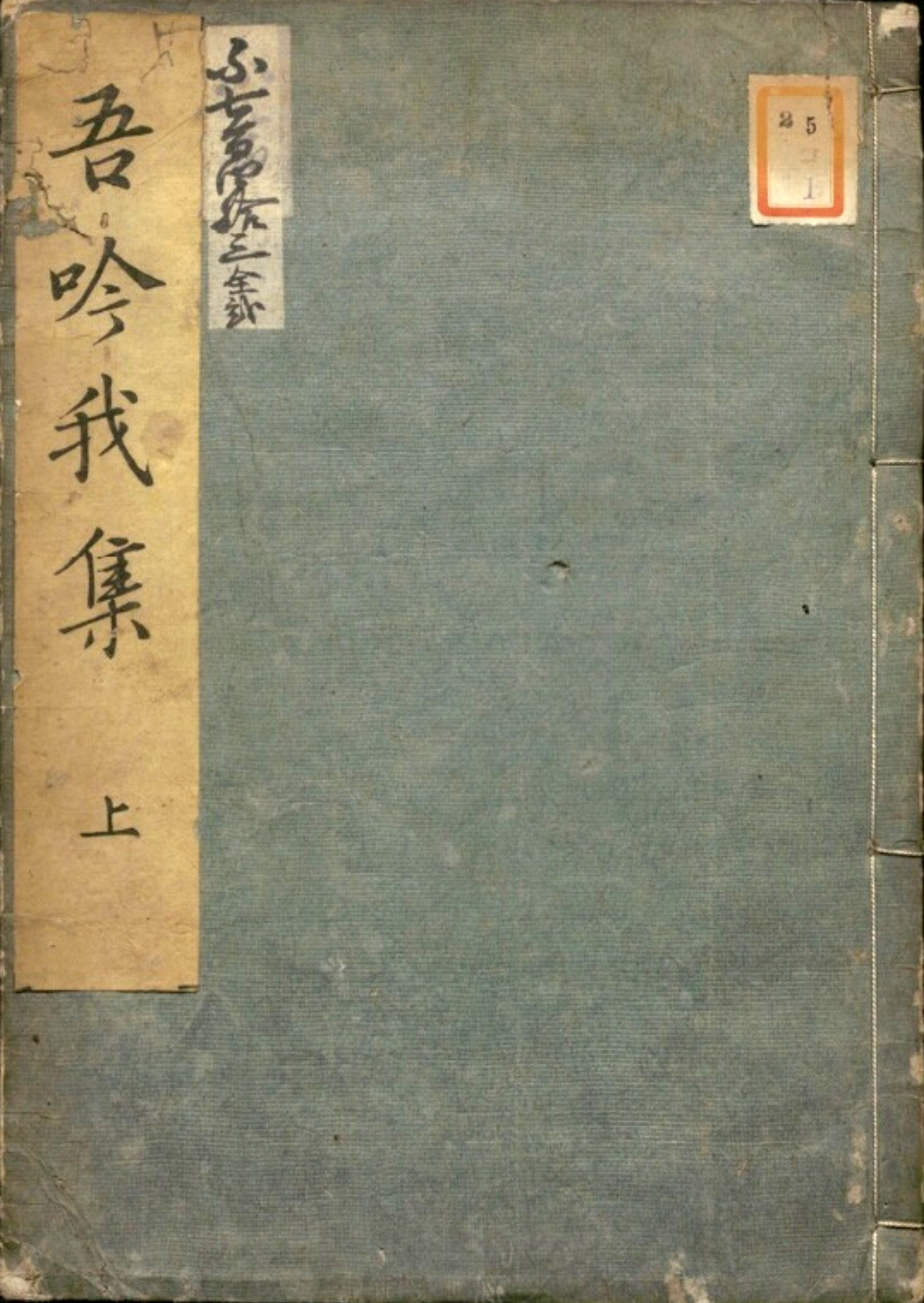
„Gogin Gashū“

Ishida Mitoku (japanisch 石田 未得; geboren 1587 oder 1588 in Edo (Provinz Musashi); gestorben 14. August 1669 daselbst) war ein japanischer Kyōka- und Haiku-Dichter der frühen Edo-Zeit.

## Leben und Wirken
Ishida Mitoku, weitere „Go“ sind Kendō (乾堂) und Son’an (巽庵), arbeitete nach dem „Sokkei Taiheiki“ (滑稽太平記), dem „Spaß-Taiheiki“ in einem Geldwechselgeschäft an der Tokiwabashi-Brücke (常盤橋) in Edo, musste aber die Stadt wegen seiner Kinder verlassen und wohnte vorübergehend auf seinem Anwesen in der Provinz Sagami.
Später kehrte Ishida nach Edo zurück, wo er mit Saitō Tokugen (斎藤 徳元; 1559–1647), Takashima Gensatsu (高島 玄札; 1594–1676) und anderen verkehrte und auch bei Matsunaga Teitoku (1571–1654) studierte. In der späten Kan'ei-Ära (um 1644) wurde er als Haiku-Dichter bekannt. Er wurde zu einer prominenten Figur in der Haiku-Welt der Edo-Zeit und galt neben Tokugen, Gensatsu, Nakarai Bokuyō (1697–1679) und Araki Kayū (荒木 加友, gestorben 1673) und als einer der „Fünf Edo-Philosophen“ (江戸五哲, Edo Gotetsu).
Ishida  beherrschte auch das Kyōka und hinterließ eine zehnbändige Gedichtsammlung mit dem Titel „Gogin wagashū“ (吾吟我集). Mit dem Titel spielt er parodierend auf eine Anthologie aus dem frühen 10. Jahrhundert, auf das „Kokin-wakashū“ an. Eine weitere Sammlung hat den Titel „Utei haikai“ (謡俳諧).
Ishidas Sohn Mipoku(石田 未啄) wurde ebenfalls als Haiku-Dichter bekannt.